# Gerard Dewhurst
Gerard Powys Dewhurst (* 14. Februar 1872 in London; † 29. März 1956) war ein englischer Fußballspieler.

## Leben
Gerard Dewhurst wurde 1872 in London geboren. Der Amateurspieler absolvierte im März 1894 eine Partie für den FC Liverpool in der Football League Second Division. Außerdem spielte der Stürmer bei den Liverpool Ramblers und den Corinthian FC.
1895 bestritt Dewhurst zudem ein Länderspiel für die englische Nationalmannschaft gegen Wales. Es war ein Spiel im British Home Championship und endete 1:1.
Gerard Dewhurst starb im Alter von 84 Jahren.

## Erfolge
- Meister der Second Division 1893/94 mit dem FC Liverpool
- British Home Championship 1895 für England